# 木星の骸骨人間
『木星の骸骨人間』（もくせいのがいこつにんげん、原題: SKELETON MEN OFJUPITER）は、アメリカの小説家エドガー・ライス・バローズによる1943年の中編SF 冒険小説。火星シリーズ最後の作品であるが未完。H・H・ケインズによる作品番号は106、シリーズ番号はM12。
日本では、東京創元社の創元文庫SFから出版された第11巻『火星の巨人ジョーグ』、及び創元SF文庫の『合本版・火星シリーズ第4集火星の古代帝国』に収録されている。

## 概要
晩年のバローズの作風である連作短編の形式を取っている。『火星の古代帝国』、『金星の火の女神』、『ペルシダーに還る』（創元版の『美女の世界ペルシダー』は、版権の関係で3編しか収録されていない）がこのパターンであり、連作短編4つで構成されている。本作では事件そのものが未完であり、この後で数編の短編もしくは単独の一編を経て大団円を迎える展開だったと推測されている。同様に『さい果ての星の彼方に』シリーズも2編のみ、金星シリーズ最後の「金星の魔法使」も1編のみで未完となっている。
なお、執筆活動が中断されたのは、彼の住むハワイが真珠湾奇襲攻撃を受け、太平洋戦争が勃発し、バローズが従軍記者として参加したためである。

### 本作に至るまで
初期3部作においてジョン・カーターは数々の冒険を経て、比類なき英雄として「火星大元帥」（WARLOAD OF MARS）の称号を得、物語は完結していた。しかし読者は引退を許さず、第8巻『火星の透明人間』で主人公としてカムバックする。だが火星はすでに探検しつくされた感があり、舞台は衛星サリア（フォボス）での冒険が主となった。
その後、第10巻『火星の古代帝国』でも主人公を務めるが、ヒロインは孫娘のラナ（長女・ターラの娘）となっており（彼女の恋人となるのはゲストヒーローのパン・ダン・チーである）、その奔放さに翻弄されるおじいちゃん…という感があった。
本作ではまったく新しい冒険の舞台・サスーム（木星）が用意されており、バローズのはしがきも挑発的で、読者に期待を持たせる序盤であった。「木星の詳細な地理、気象、文化、人種等の描写」があり、「木星シリーズを描き続ける構想を抱いていたことは明らか」と、「訳者あとがき」で厚木淳も述べている。

### ストーリー
ジョン・カーターは突如として誘拐され、敵地に運ばれる。その背後には、かつての敵国・ゾールから失踪していた王子マルチス・バルと、サスーム（木星）からの侵略者・モルゴール人（骸骨人間）がいた。ヘリウム軍の機密、全貌を探り出すための拉致だったが、彼の愛国心はそれを潔しとしない。業を煮やしたモルゴール人たちは、デジャー・ソリスも誘拐する。木星で再会する二人。カーターは同じ牢の仲間（赤色火星人のウ・ダン、サバトール人のザン・ダル、モルゴール人のボリオン）と共に脱走し、デジャー・ソリスとバジャ（ウ・ダンの婚約者）を教出に成功したが、自身は捕虜となってしまう。
2度目の牢で同房になったハン・ドウたちサバトール人19人に剣を伝授し、闘技場でのモルゴール人40人を相手にした「卒業」を切り抜け、再度の脱出を試みる。10人の犠牲者を出しながら、脱走に成功するカーターたち。
故郷を目指し、散り散りになった元囚人たち。ハン・ドウの故郷に同行したカーターは、ザン・ダルの故郷、ザノールへ向かうため、船の建造を試みる。その途中、突如現れたモルゴール人の捜索隊の飛行船を奪い、ザノールへ向かうカーター。ザノールで待っているはずの妻との再会を恋焦がれた彼だったが…（未完）。

## 登場人物、用語
各々の属性に分けて説明する。

### 主人公、基本用語等
サブヒーロー、サブヒロインについては、第2巻『火星の女神イサス』、第8巻『火星の透明人間』、第10巻『火星の古代帝国』などにおいても使用されている手法で、バローズの長期シリーズであるターザン、ペルシダーでも使われている。
なお、デジャー・ソリスの父親であるモルス・カジャックは、本作には登場しない。
ジョン・カーター
本作の主人公。地球出身で、元は南北戦争の南軍大尉。火星の低い重力下では抜群の運動性と筋力を誇る。そのうえ剣の達人であり、性格も清廉にして実直。いわゆる「頭を使うタイプ」ではなく、もっぱら剣と勇気に頼っている。
デジャー・ソリスを敵地から幾度も救い、相思相愛となって結婚。ヘリウム（都市名）の王子となった（『火星のプリンセス』）。その後、数々の冒険を経て「火星大元帥（ウォーロード）」の称号を得る（『火星の大元帥カーター』）。
デジャー・ソリス
本作のヒロインで赤色火星人。ヘリウムの王女であり、カーターの妻。絶世の美女であるが、すでに成人した息子（カーソリス。『火星の幻兵団』の主人公））と娘（ターラ。『火星のチェス人間』のヒロイン）もいる（火星人は不老長生であり、成人後は外見から年齢を伺うのは難しく、老衰の傾向が表れるのは800歳を過ぎたあたりからである）。なお、ターラにも娘（ラナ。『火星の古代帝国』のヒロイン）がいる。
タルドス・モルス
ヘリウムを統べる老皇帝（ジュダック）。デジャー・ソリスの祖父。名前のみ登場。
ウ・ダン
本作のサブヒーロー。
赤色人の都市国家・ゾールのパドワール（士官）をしていた人物。ジェド（王）のズ・ティスの親衛隊員であったが、5年前、ヘリウムからの討伐軍に王が倒され、ゾールはヘリウム帝国の版図に入ったため、ウ・ダン自身もヘリウム帝国に編入されることになった（ズ・ティスが暴虐で残酷＜Ｐ136＞だったため、元々ヘリウム側に共鳴していた）。
恋人のバジャを人質に取られ、不本意ながらモルゴール人（骸骨人間）の手先となり、ジョン・カーター誘拐に加担する。
バジャ
本作のサブヒロイン。ゾールの王子であるマルチス・バルのいとこ。ウ・ダンの婚約者だったが、3年ほど前に失踪した。後にサスーム（木星）に囚われていたことが判明する。
美しく聡明で心優しいものの、出番も短く、ルポフのいう「（バローズのヒロインは）不活発」の典型。
飛行艇（フライヤー）
火星第8光線（推進光線）と第9光線を利用し浮遊・推進する飛行機械。単座の小型艇から戦艦並みの大型艦まで種々雑多なタイプが存在する。火星では海軍に属する（地表の海はほとんどが干上がっており、地球でいう船や海軍は一般には存在しない）。

### 骸骨人間、サスーム（木星）関係
サスームとは火星語で木星を意味する。木星語ではユロバスである。なお、火星のことはガロバスと呼ばれている。
この節では、主に悪役を扱うことになるが、サバトール人は例外で協力者としての存在である。また、モルゴール人ながら、ボリオンも味方といえる。
マルチス・バル
赤色火星人。ゾールの王子であったが、敗戦後、5年間に渡って行方不明になっていた。父親と同じく生まれつき尊大で残酷な暴君。
モルゴール人によって捕らえられていた彼は、その後、協力者となり、偵察を行うなど尖兵として行動している。
骸骨人間（モルゴール人）
木星人の一種。好戦的であり、その強烈さは自己保存本能に匹敵するほど。木星を征服し尽くしたため、新たに征服すべき世界を求め、火星を訪れた。一方で能率的な種族でもある。
頭部に関しては、脂肪や軟骨は見えず、骸骨そのものに見える。目は茶色で、白目は見えない。鼻は単なる一つの穴である。薄い皮膚が、羊皮紙のように骨に付いている。皮膚は象牙色
強い光によって内部の器官が透けて見えるほど、皮膚は薄い。各器官は人間（地球人や赤色火星人）と大差ない。
筋肉や腱に関する記述がなく、どのような原理で五体を動かしているのか不明である。
城塞都市に居住している。都市そのものや建物は長方形で、道路は直線である。ただし、建物の高さは一定ではなく高低差がある。カーターの印象は、「2月の曇りの日に空から見たソルトレイクシティと同じように、重苦しい感じ」。
青年教育は、戦術に関する訓練と科目が主であり、戦争に関係のない科学、文学、芸術などは軽蔑されている。身分は、戦士階級が最上である。
象形文字を使用している。
女性の価値は極めて低く、その価値は戦士を生産することだけでしか評価されていない。
ハグリオン
カーターを誘拐した部隊の船長。
バンドリアン
モルゴール人の皇帝。残忍で専制的な性格。
ボリオン
ハグリオンの部下で、カーターにユロバス語を教える際、彼が間違ったので平手打ちを食わせたところ、逆襲されて吹っ飛ばされた経歴の持ち主。
その後、囚人としてカーターたちの房に入れられた。カーターたちと協力関係を築き、共に脱走する。
モルゴール人の船
バルスームのそれより高性能で、少なくともスピードは比べ物にならないぐらいに速い。これは第8光線（推進光線）と、複数の天体の濃縮重力、宇宙線（凝縮Ｌ光線）を合わせて使用しているためで、秒速23マイルで宇宙空間を飛ぶ。
不可視化を可能としており、隠密裏に潜入することが可能。これはサスームのある海岸で採取される砂が原因で、時期を帯びたこの砂を吹き付けることによって光の屈折を変えることができる。
木星
噴火口の直径が100マイル以上もある、巨大な活火山があり、それが赤道に3万マイルに渡って伸びている他、複数の火山が惑星全体に熱と光を供給している。厚い雲と遠い距離に阻まれ、太陽の光は地表に届かないが、火山のために常昼となっている。光源が赤系であるため、全てはバラ色に染まって見える。
自転速度が地球や火星より速いため、カーターは身が軽く感じた。
植物
ほとんどが食肉植物である。その枝が象の鼻のように力強く動き、人間や獣などを捕食する。意識を持っており、悲鳴も上げるが、その反応が遅い。枝は、炙ると子牛の肉のような味がする。
巨大な動物
大ムカデのような生物で、足が無数にある。顔は魚に似ているが短く鋭い歯があり、有蹄類である。モルゴール人が乗用として使用している。大きさは様々。
サバトール人
木星人の一種。肌がライトブルーであることを除けば、地球人や赤色火星人と大差ない外見を持っている（地表では、火山の赤い光に染まって紫色に見える）。モルゴール人に劣等な人種とされ、奴隷として使役されている。
握手の習慣を持っている（バルスームでは行われていない習慣である）。
ザン・ダル
ザノールという島国の出身で、囚人。カーター、ウ・ダンと同じ牢獄に入れられていた。
モルゴール人の本拠から遠く、また取るに足らないと思われているため、まだザノールは占領されていないが、実戦教習の場として利用されており、その戦闘の際に捕虜となった。
フォ・ラルとハン・ドウ
カーターが脱走に失敗した後、2度目に入れられた牢の同房者。共に剣の達人。
弓矢の存在や使い方は知らなかった。
ハン・ドウの故郷で取れる砂が、不可視化の属性を持った砂である。彼の住む都市では、これにより建物をカムフラージュし、モルゴール人の襲撃から逃れている。

## 自己模倣と反復
ルポフが『バルスーム』にて触れているように、娯楽作家の多くは「自己模倣と反復」を宿命としている。本作は末期の作品であるためか、より顕著となっている。
概してバローズは、同工異曲の作品やキャラクターやストーリーを再生産する傾向が見られた（もっとも明快な事例は、『時間に忘れられた国』第2部が、『地底世界のターザン』として焼き直されたケースと思われる）。

### ストーリー（プロット）
1. 主人公が未知の世界（惑星）に移動させられ、
2. そこで異文化（言語、風習）などに接し、
3. 異形の異星人から半ば奴隷として扱われ、
4. その後、地球人型の異星人と協力関係を結ぶ。

以上のように、第1巻『火星のプリンセス』との相似形が目立つ構成となっている。また、肉食植物に関しては、第2巻『火星の女神イサス』に登場する植物人間が先例である。

### 骸骨人間（モルゴール人）
1. 死を思わせる外見は、『時間に忘れられた国』第3部に登場するウィールーが先例である。女性蔑視に関する点も同様。
2. 戦闘種族ながら文化を持たない、という点では、月シリーズに登場するカルカール人に似ている。
3. 全体主義的な点においては、カルカール人の他、金星シリーズのソーリストやザニ党、「さい果ての星の彼方に」のカパラに類する。
4. 「まずは異形の異星人が登場し、続いて地球人型」という点で、緑色火星人と赤色火星人のパターンを踏襲している。

上記3番までは悪役である。

### 不可視化
モルゴール人の飛行艇や、ハン・ドウの住む都市などの不可視化は砂（天然素材）を利用した原理である。不可視化を備えた人工物は、第7巻『火星の秘密兵器』の飛行艇が先駆として挙げられる。
火星シリーズでは他にも不可視化を扱っているが、原理は異なる。
- 第8巻『火星の透明人間』では、衛星サリア（フォボス）に住む透明人間が登場するが、精神力で不可視化を行う（そのため、相手の精神力が優っていれば、術は破られてしまう）。
- 第10巻『火星の古代帝国』の透明人間は、投薬により不可視化の力を得ている。